# エクイティ・ホーム・バイアス・パズル
エクイティ・ホーム・バイアス・パズル（英: The equity home bias puzzle）とは、投資家が保有する株式ポートフォリオには自国企業の株式が多く含まれ、自国企業に偏った購入パターンが観察されること。国際的に分散投資をした方が期待収益は高くなるので、投資家が最適な行動をとっていないように見えることからパズルあるいは逆説と呼ばれる。

## 概要
ケネス・フレンチとジェームズ・ポターバ、リンダ・テサーらは、行動経済学の視点から株式投資のパターンを検証し、自国バイアスがあることを発見した。株式投資の自国バイアスは1970年代と1980年代に特に顕著であったが、先進国では自国バイアスが低下傾向にある。一方で、新興国市場では現在でも自国バイアスが観察されている。
自国の株式と外国の株式を同時に保有することによるメリットは、ポートフォリオの収益のボラティリティを低下させられることである。平均すると、アメリカの投資家の8%が外国の株式に投資をしている。カレン・ルイスの研究によると、39%を外国企業の株式にあて、61%をアメリカ国内の株式投資に充てるとボラティリティを最小化することができる。アメリカの投資家に保有される外国の株式の割合は2001年時点で12%だったのが2010年時点では28%にまで上昇し、外国の株式への投資は増えてはいるものの、カレン・ルイスが示した最適な水準を下回っている。
「自国バイアス」は国際的な投資の文脈のみならず、国内投資においても観察されること―つまり、国内の株式の中でも自宅の近くに立地する企業への投資が多くなること―が示されている。自宅により近い企業の中でも、規模が小さく、レバレッジが効いており、さらに非貿易財を生産している企業の株式の購入が多い傾向が示されている。外国投資家の方が企業に対するモニタリングに熱心であることから、株式投資に自国バイアスがあることによって株式保有者が企業経営に影響する力が弱くなると考えられる。
モーリス・オブストフェルドとケネス・ロゴフは国際経済学における6つのパズルの1つとしてこのエクイティ・ホーム・バイアス・パズルを挙げている。

## 逆説に対する説明
このパズルに対する説明として、株式の国際取引に費用がかかるというものがある。しかし、株式の国際的な取引額は非常に大きく、決定的な説明とは言えない。
また別の説明として、投資家は自国企業に対する情報をよく持ち合わせており、自国企業の株式の過多な購入につながっているというものである。しかし、情報が瞬時に国境を越えて駆け巡る現在では決定的な説明とは言えない。
ベルギーなどの小国では、外国の株式を保有して得た収益には企業の立地国と投資家の居住国でそれぞれ課税され、二重の課税がなされる一方で、国内の株式収益への課税は一度切りでありため、国内の株式を保有するのを促進するような課税体系となっていることも指摘される。さらに、ヘッジ比率（liability hedging）と外国為替リスクが外国の株式の保有を妨げていることも考えられる。